# ビューフォート (サウスカロライナ州)
ビューフォート（英: Beaufort、[ˈbjuːfərt] BEW-fərt）は、アメリカ合衆国サウスカロライナ州南部の都市。ビューフォート郡の郡庁所在地である。人口は1万3607人（2020年）。1711年に認証された都市であり、サウスカロライナ州ではチャールストンに次いで2番目に古い都市である。ヒルトンヘッドアイランド・ブラフトン・ビューフォート都市圏の主要都市である。都市圏人口は2014年の推計で20万人を超えている。
ビューフォートはシー諸島とサウスカロライナ・ローカントリーの中心にあるポートロイヤル島に位置している。その自然の景観の良さに加え、南北戦争以前の建築を保存することで歴史的な性格を保持していることで著名である。市内にアメリカ海兵隊ビューフォート航空基地があることに加え、アメリカ海兵隊の補給施設のあるパリス島やアメリカ海軍病院が近くにあることから、軍事施設の多さでも知られている。
ビューフォート市は新聞「ニューヨーク・タイムズ」で取り上げられ、雑誌「サザン・リビング」では「最良の南部の小さな町」に、「アメリカン・スタイル」では「芸術の目的となる小都市25傑」に、「ナショナル・ジオグラフィック・アドベンチャー」からは「アドベンチャーの町50傑」に挙げられてきた。
サウスカロライナ州の直ぐ北に隣接するノースカロライナ州にも同じ綴りの町があるが、同町の発音はボーフォートである。

## 歴史

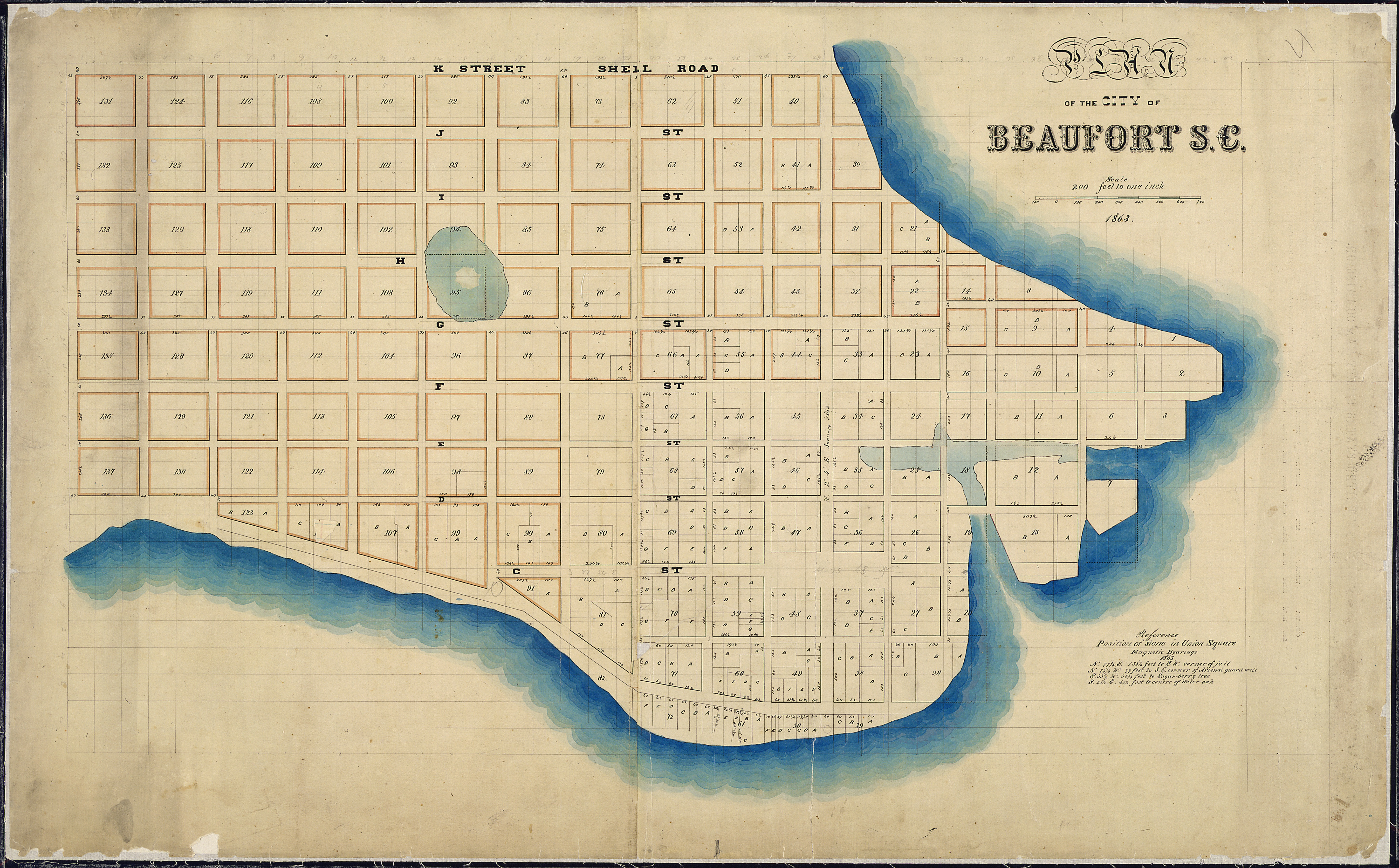
ビューフォート市の区割り計画図、1863年2月にサウスカロライナ州の地区のためのアメリカ合衆国税金委員会が区割りを実施

サウスカロライナ・ローカントリーの地域は多くのヨーロッパ人探検の対象となってきており、植民地化の試みが失敗した後の1711年に、イギリスが町を設立した。町は当初緩りと成長した。インディアン部族からの攻撃が多くあり、またスペインから侵略してくる脅威もあった。まず造船業の中心として栄え、後に植民地が奴隷制社会として設立されたときは、南北戦争までローカントリーのプランテーション経営の優れた中心となった。
南北戦争が始まってから数か月後、ポートロイヤルの戦いで南軍が敗北した後で、ビューフォートは北軍に占領された。戦争の初期に占領したこともあって、町には逃亡した奴隷が逃げてきた。北軍は奴隷の解放を宣言し、元奴隷に対する教育を始め、完全な自立の準備を始めた。解放奴隷局はレコンストラクション時代に地元の黒人たちと協力した。
戦後のビューフォートはリン酸塩の採掘に依存していたが、1897年の破壊的なハリケーンと1907年の大火によって、町は大きく破壊され、経済的な苦しみを味わった。そのために半世紀近くも町の成長を遅らせた。
20世紀の後半、町は観光地となった。地域で軍事施設が増え、その関連分野による雇用によっても恩恵を受けた。地元の団体はビューフォートの歴史的な特性と重要な建築物の保存のために活動してきた。
ビューフォート市内でアメリカ合衆国国家歴史登録財に指定されているものとして、ビューフォート歴史地区、アンカレジ（邸宅）、ウィリアム・バーンウェル邸、バーンウェル・ガウ邸、ビューフォート国立墓地、ジョン・A・カスバート邸、リトルトン砦遺跡、ハンティング島州立公園灯台、ローレル湾プランテーション、マーシュランズ（邸宅）、シーコースト・パッキング社、シーサイド・プランテーション、ロバート・スモールズ邸、タビー・マンス（邸宅）、ジョン・マーク・ヴェルディア邸がある。

## 地理
ビューフォート市は北緯32度25分55秒 西経80度41分22秒 / 北緯32.43194度 西経80.68944度 (32.431853, -80.689515)に位置している。市域の大半はポートロイヤル島にあり、この島は内海のシー諸島にある。ポートロイヤル島には他にポートロイヤル町とビューフォート郡の未編入領域が入っている。ビューフォート川の対岸にあるレディス島の土地も併合した。
ビューフォートは湿地の入り江の中にあり、アメリカ合衆国国勢調査局に拠れば、市域全面積は33.6平方マイル (87.0 km2)であり、このうち陸地27.6平方マイル (71.5 km2)、水域は6.0平方マイル (15.5 km2)で水域率は17.80%である。

## 地区

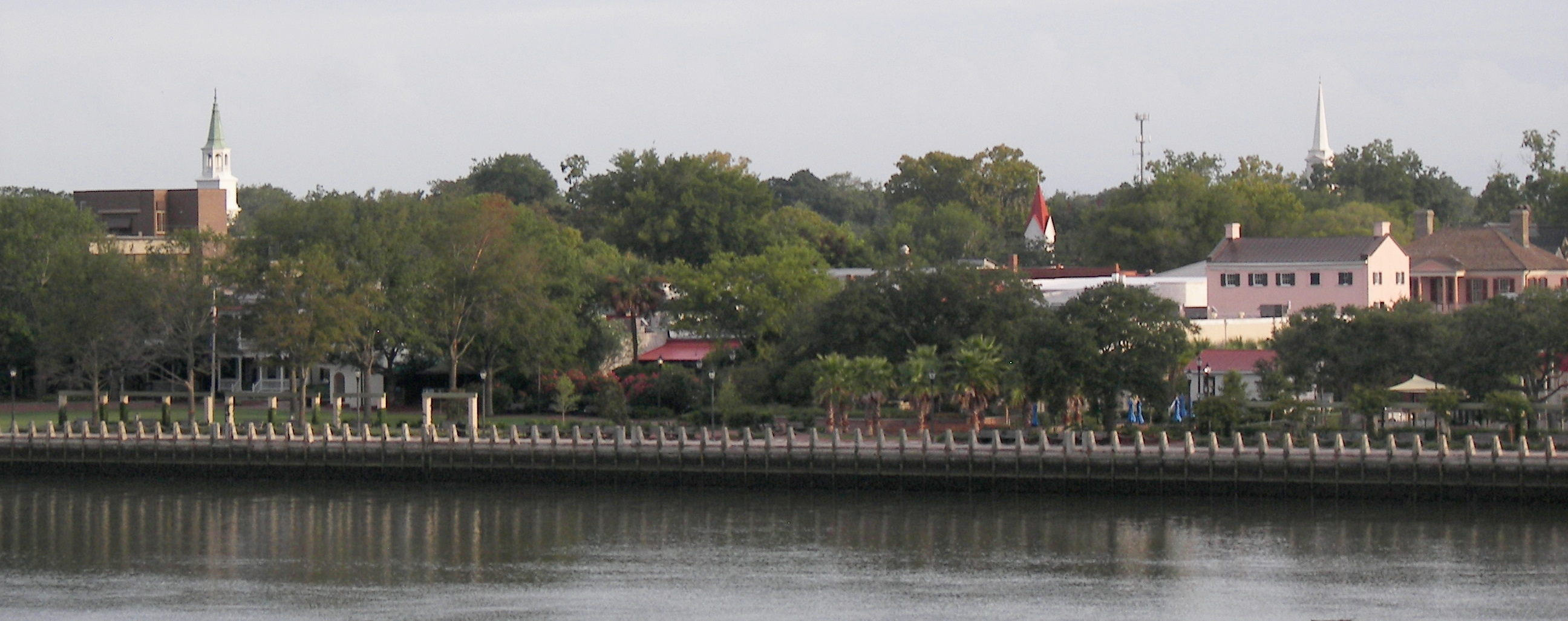
リチャード・V・ウッズ記念橋から見たビューフォート市中心街

### 歴史地区

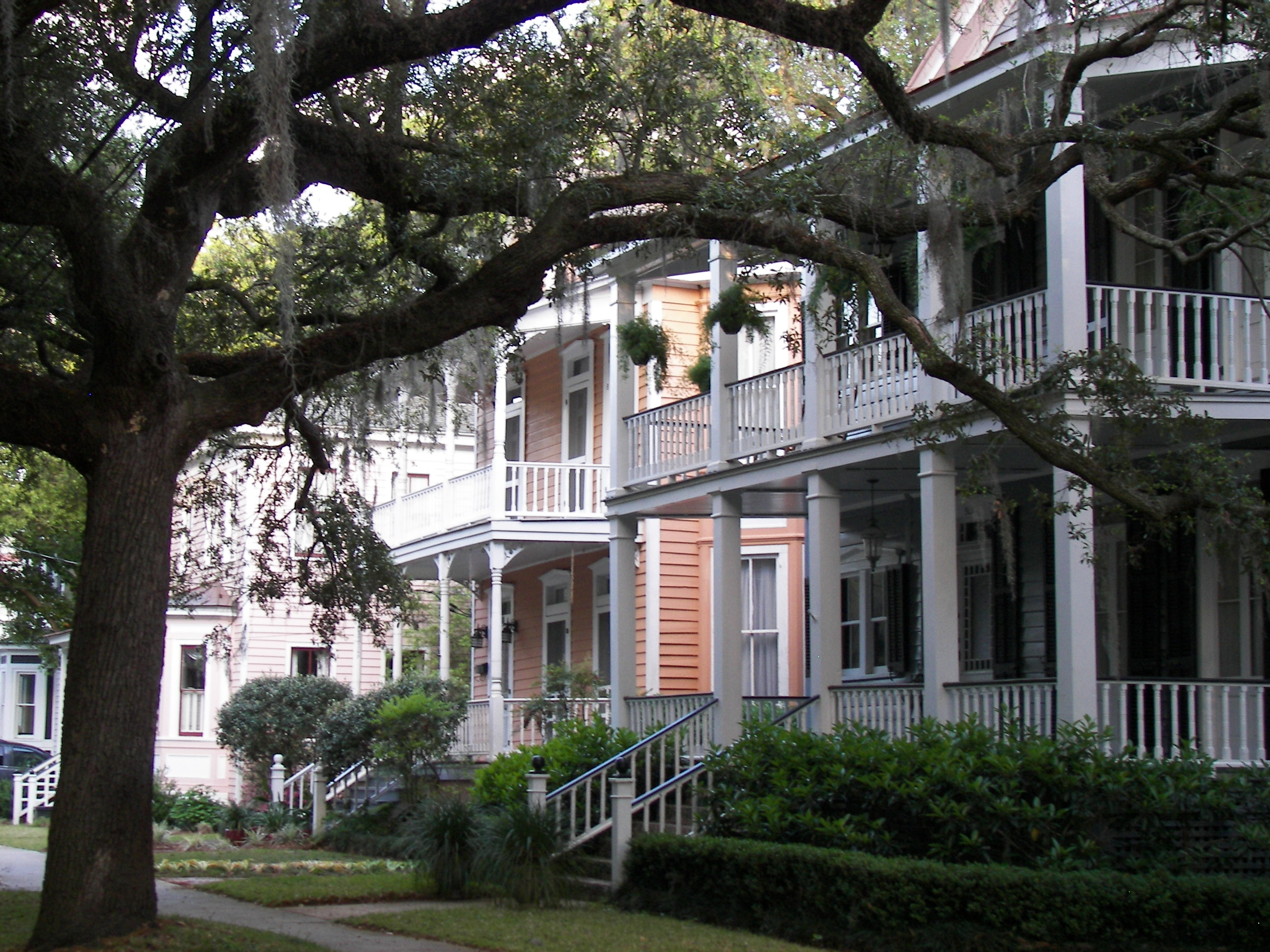
オールドポイント地区の家屋群

ビューフォートのイングランド人植民地として入植された名残が中心街すなわち歴史地区に見られる。市域の内、304 エーカー (1.23 km2) がアメリカ合衆国国定歴史建造物に指定されている。中心街は概略ビューフォート川に突き出している半島部の上全てと定義され、リボー道路（アメリカ国道21号線）の東にある。さらに細かく定義すれば、5つの特徴ある歴史地区に分けられる。すなわち中心街（商業の中核）、ザ・ポイント（オールドポイントとも呼ばれる）、ザ・ブラフ、ジ・オールドコモンズ、ノースウェスト・クォドラントである。

### その他の住宅地域
20世紀に市域が拡大し、歴史地区の北と南の未開発領域だった所が新たに成長した。これは1940年代と1950年代に軍事関連施設が増えたことに起因しており、新しい軍人やその家族が地域に入って来たことで、人口が倍増した。この地域が市域と一体となり、住宅の多くがここにあることになっている。
ピジョンポイントとヒギンソンビル地区が中心街の直ぐ北にあり、ビューフォート国立墓地の周りに建設された。ここにはピジョンポイント・コミュニティパークとバジル・グリーン・レクリエーション施設という2つの大きな市立公園がある。ピジョンポイントは小さな家屋や20世紀初期のほとんど平屋の建物があり、近年は開発を更新する動きがあり、多くの家屋が改築あるいは改装された。ヒギンソンビルはノースウェスト・クォドラント地区に似た性格があり、通りの名は南北戦争の時代に有名になった奴隷制度廃止運動家の名前から採られている。
ウェストエンドとデポ地区はリボー道路の西、バウンダリー通りの南、工科カレッジ・ローカントリー・キャンパスの北にある。これらは近年再開発されている。元ビューフォート鉄道駅（デポ）の周りにあり、ピジョンポイント地域に似た性格があり、住民のかなりのものが軍属である。
スパニッシュポイント地区は中心街とモッシーオークスの間にあり、工科カレッジ・ローカントリー・キャンパスとビューフォート記念病院の周辺に固まっていると見なされている。この地域には幾つか大きな住宅街が見られる。
バッテリークリーク地区のモッシーオークス、ロイヤルオークス、第一大通り、コテージファームズが市の南側住宅地を形成し、工科カレッジ・ローカントリー・キャンパスとビューフォート記念病院の南と見なされている。住宅地に加えて幾らかの商業地区もあり、住宅地は独立した家屋から広さ0.5エーカー (2,000 m2) の宅地のものまである。
レディス島の一部がビューフォートに併合されたが、市が島全体に司法権を持っているわけではない。法人化された地域の大半は大型の住宅地である。ビューフォート高校とビューフォート郡空港がこの島にある。

### その他の非住宅地域
バウンダリー通り（アメリカ国道21号線）、ロバート・スモールズ・パークウェイ（サウスカロライナ州道170号線）、リボー道路に沿った昔の町の端部であった地域が、現在はビューフォートの主要な商業回廊となっている。幾つかの大きなショッピングセンターと飲食店がその3つの地域にある。リボー道路沿いにはそれ以外にビューフォート記念病院の周りに多くの医院が固まっている。バウンダリー通りとロバート・スモールズ・パークウェイ沿いには宿泊施設や自動車ディーラーなどの企業がある。2008年に市が認めた再開発計画に随い、目的税による資金手当てにより、バウンダリー通りはその外観を変えることが予測されている。
アップタウン・ビューフォートはバウンダリー通り沿いの一連の商業施設のことであり、ピジョンポイント地区から歴史地区を分けている。アップタウンは地区として正式には見なされておらず、商売人達はベイ通りに固まる中心街商業地区から分かれた市場と商業地域という特徴を持たせてきている。
ビューフォート・タウンセンターは、バウンダリー通りの歴史地区とピジョンポイントより西にある一連の開発に与えられた言葉である。ビューフォート郡政府ビルとビューフォート市政府建設現場の近くに固まっている。この地域の多くは単一の開発業者の所有であり、ビューフォートの商業資産と管理資産の多くがこの地域に移転してきた。
アメリカ海兵隊ビューフォート航空基地は1990年代に市内に併合され、市域は北の未編入のシーブルック近くまで拡張された。航空基地より北にある大規模な住宅地を併合しようという試みがあったが、市内に昔から住む住民や、環境問題について訴える団体から抗議によって潰されてきた。

## 文化

### メディア
ビューフォートでは幾つか定期刊行物が発行されている。日刊の「ビューフォート・ガゼット」は町で最古かつ発行部数の多い新聞であり、ブラフトンを本拠とする「アイランド・パケット」とは姉妹紙である。週刊紙は2紙ある。「ジ・アイランド・ニューズ」と隔週の「ローカントリー・ウィークリー」である。オンラインのみの新聞も4紙ある。「ビューフォート・オンライン・ドットコム」、「イーストスリーププレイ・ビューフォート・ドットコム」、「ディジタル・ビューフォート」、「ビューフォート・トリビューン」である。
ビューフォートを拠点にオリジナルの番組を放送あるいは他局の番組を中継するラジオ局が数局ある。その1つがWAGP、88.7MHz、FM局の「ザ・ライト」である。市外の例えばパリス島にもラジオ局がある。テレビ局は公共放送サービスの系列であるWJWJ-TVがある。テレビ市場ではサバンナ指定市場に入り、またチャールストンからの放送も受信できている。

### 本と映画
ビューフォートに長く住んでいる作家パット・コンロイの幾つかの小説では、ビューフォートが舞台になるか、そのヒントを与えている。映画では、1983年の『再会の時』、1991年の『サウス・キャロライナ/愛と追憶の彼方』、1979年の『The Great Santini』、1994年の『フォレスト・ガンプ/一期一会』、1995年の『愛に迷った時』、1997年の『G.I.ジェーン』が、ビューフォートで撮影された。
カナダ人作家ローレンス・ヒルの小説『The Book of Negroes』（2007年、アメリカでは『Someone Knows My Name』）は、レディス島、奴隷貿易、アメリカ独立戦争が題材になった。独立戦争後に、イギリス人によってマンハッタンから脱出する黒人奴隷を扱っており、イギリス軍に加わる奴隷に自由を約束したものだった。イギリスは3,000人以上の解放奴隷をノバスコシア州に送って入植させ、彼らはブラック・ロイヤリストとなった。イングランドやカリブ海に連れていかれた者達もいた。『The Book of Negroes』はカナダに連れていかれた解放奴隷の名前と出自を記録するものである。

### 観光と行事

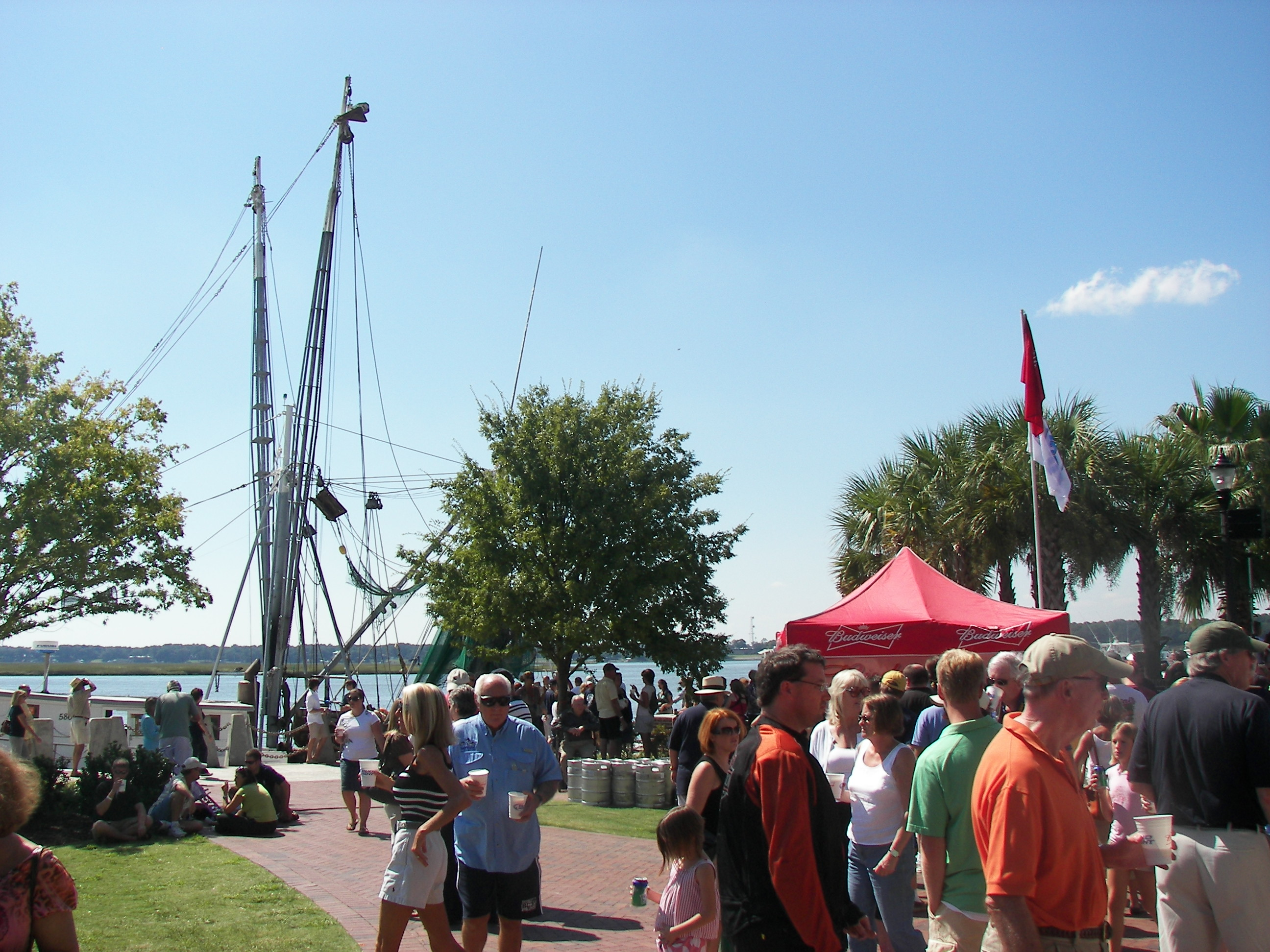
ビューフォートのエビ祭、ヘンリー・チェンバース・ウォーターフロント公園で毎年開催される行事の1つ

ビューフォートはその歴史で知られるロマンチックで人気ある観光地となっている。主要な祭と芸術関連行事としては、7月半ばに2週間華やかに開催されるホーム・ウォーター祭や、10月第1週末に地元の伝統ある産業を祝うエビ祭がある。2007年のエビ祭は南東観光協会の行事20傑の1つに選ばれた。
ビューフォート国際映画祭は毎年2月半ばに大統領の日の週末をはさんで、独立系映画を対象に開催されている。メインストリート・ビューフォートが開催するテイスト・オブ・ビューフォートは、5月第1土曜日に開催され、地元の20のレストラン、ワイン、ライブ音楽が出される。ヒストリック・ビューフォート財団の「秋の家屋ツアー」とセントヘレナの「春の家屋ツアー」はザ・ポイントや地元プランテーションにある南北戦争以前の家屋を回るツアーである。2010年10月に開館したカズー博物館はカズービー・カズーズ工場内にあり、楽器のカズーを展示している。ハンティング島は大西洋に面しており、サウスカロライナ州の中でも最も訪問客の多い州立公園である。

### 芸術

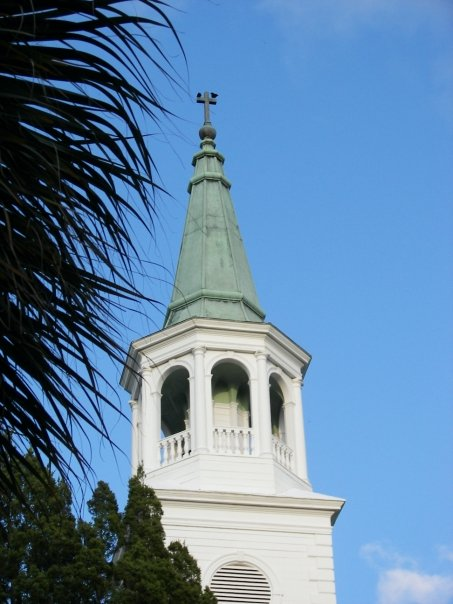
セントヘレナ教区教会の尖塔

ビューフォートは「アメリカの最良の芸術町」と言われることがある。例えば、2008年に「アメリカン・スタイル・マガジン」によって芸術の地となる小都市の第14位に挙げられた。作家はジョン・ビラニは2005年に出版した著書『アメリカの芸術町100選: ギャラリー、博物館、祭、宿と食事』の中にビューフォートを挙げた。20軒近いギャラリーが市内に運営され、地元住民数百人が芸術シーンに参加している。
サウスカロライナ大学ビューフォート校は芸能センターを持っており、地域や全国の劇団を誘致している。
ビューフォート、ポートロイヤル、シー諸島の芸術委員会は、アーツセンターを通じて芸術を奨励している。このビューフォート・タウンセンター（バウンダリー通りバウンダリー通り2127）にある広さ12,000平方フィート (1,100 m2) のコミュニティ芸術センター、劇場、ギャラリーには、アーティストのスタジオ、ストリングス・アンド・シングズ音楽ショップ、ワークショップの空間、教室、会議室もあり、放課後のプログラムもある。芸術委員会はオリジナルな劇の公演、コミュニティ芸術補助金、さらには郡全体にわたる芸術行事を通じて芸術を奨励している。

### スポーツとレクリエーション
ビューフォート郡のレクリエーション部を通じて、一年中、若者や自治体間の運動行事が行われている。団体競技ではフットボール、バスケットボール、野球、ソフトボール、サッカー、さらにチアリーディングもある。テニスコート、遊技場、野球場など幾つかレクリエーション施設が市内の周辺地域にある。
地域では水上スポーツにも優れた機会を提供している。2008年2月、「フィールド・アンド・ストリーム・マガジン」が、アメリカの釣りの町20傑の1つにビューフォートを挙げた。これはコスト、アトラクション、気晴らし、季節、釣りそのものの要素を評価した記事だった。「ナショナル・ジオグラフィック・アドベンチャー」からは「アドベンチャーの町50傑」と「ウォーターフロント・アドベンチャーの町」第7位に挙げていた。

### 宗教
市内には多くのキリスト教会派があり、中心街や地域全体に幾つかの教会がある。中心街に1712年に設立されたセントヘレナ教区教会は市内最古のものである。その他注目すべきもんとして、ビューフォート・バプテスト教会、タバナクル・バプテスト教会、カートレット通りユナイテッド・メソジスト教会、第一長老派教会、および新しく形成された第一スコット長老派教会PCA、末日聖徒イエス・キリスト教会、第一アフリカン・バプテスト教会、セントピーター・カトリック教会があり、全て長い歴史と優れた建築物がある。ユダヤ教のベス・イスラエル・コングリゲーションも中心街にあり、ビューフォート・アーセナルと博物館に隣接している。ユダヤ人は18世紀以来ビューフォートとチャールストンに住んできた。市内にある歴史的な教会の集まりに加えて、アメリカ正教会の伝道を行うセントジェイムズ正教会は、18世紀にロシアからアメリカに渡って来たキリスト教伝道の流れをくむものである。

## 経済

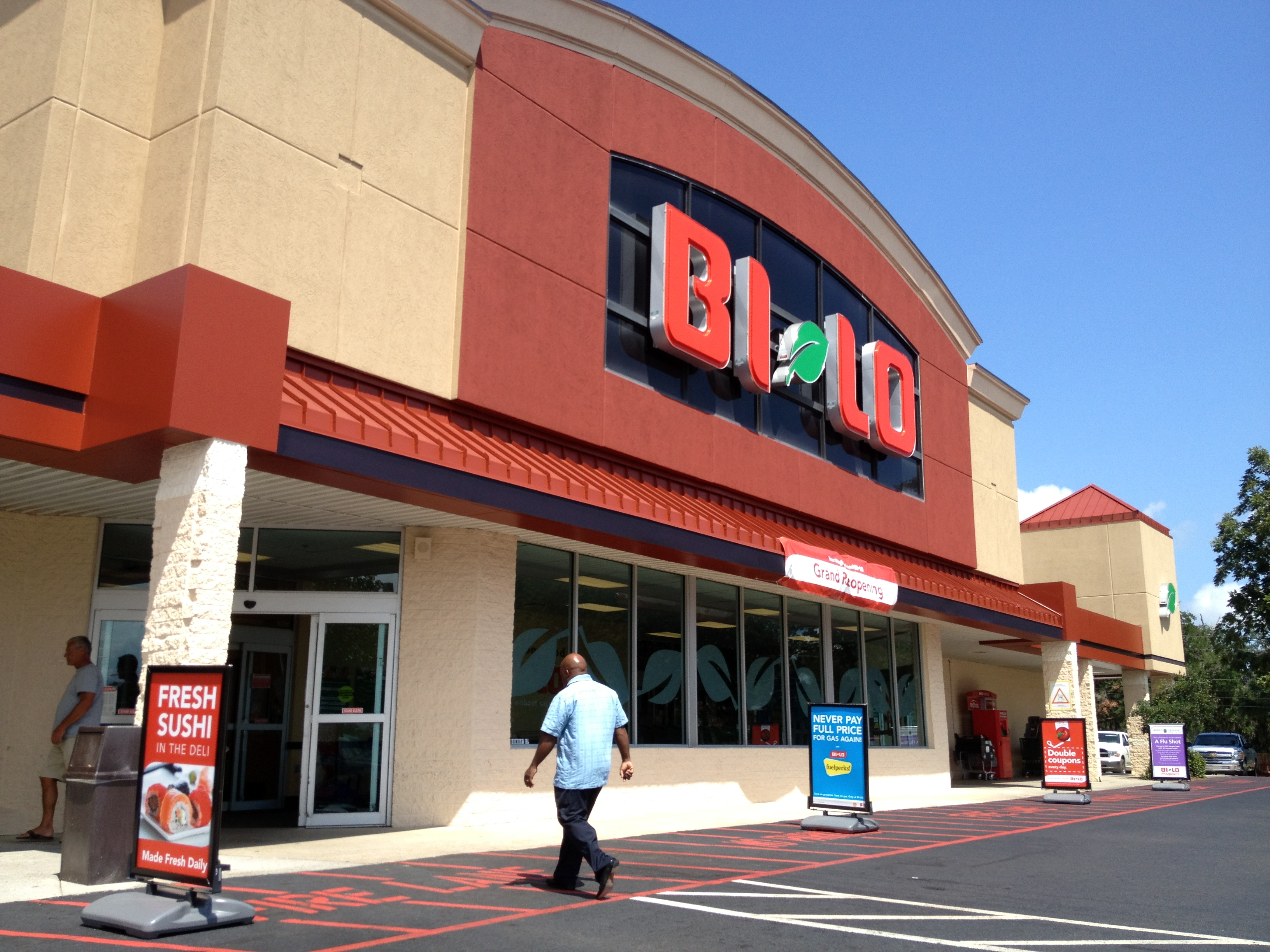
ビューフォートのバイ・ロー店

ビューフォートの近くにはヒルトンヘッドアイランドやブラフトンなど急速に成長している地域があり、またジョージア州のサバンナ市、サバンナ/ヒルトンヘッド国際空港、さらに将来サバンナ川に建設予定のコンテナ港へのアクセスが良いこともあって、ビューフォートは住宅と事業の発展機会のための選択肢として望まれるものになっている。
経済活動については幾つか地理的な地域がある。中心街は商業の歴史的な中心であり、現在は観光客に指向するものである。日々のサービス業の多くはバウンダリー通り回廊、ロバート・スモールズ・パークウェイ回廊あるいはレディス島方面に移転してきた。市内の北西部、バウンダリー通りとロバート・スモールズ・パークウェイの交差点付近には限定的な産業用途の地域がある。
ビューフォートで最大の経済分野は町の周辺に軍隊がいることである。20世紀の後半には農業や水産業に取って代わって、軍隊の基地が直接間接に数千人を雇用し、地元経済の多額の金を落とした。その結果、同様な大きさの町に比べて経済不況の影響が小さかった。
観光業と接客業も、地域の魅力ある位置づけと歴史や文化との結びつきによって、大きな経済部門になっている。毎年、ビューフォート市と、ビューフォート市郡北部のシー諸島には200万人近い観光客が訪れている。春と秋が観光客の多いシーズンである。余暇を過ごすのはゴルフ、ビーチでの休暇、歴史、水上スポーツ、地元の芸術と工作である。その結果、中心街にある大規模なベッド・アンド・ブレックファストからバウンダリー通り沿いにある標準的なモーテルや宿屋などの宿泊施設も多い。市内には飲食店も多く、地元住民や観光客に対応している。
その他で雇用数が多いのは農業、水産業、地方政府、小売業である。

## 人口動態
以下は2010年国勢調査による人口統計データである。
| 基礎データ - 人口: 12,361 人 - 世帯数: 4,598 世帯 - 人口密度: 172.9人/km2（447.9 人/mi2） 人種別人口構成 - 白人: 67.1% - アフリカン・アメリカン: 25.7% - ネイティブ・アメリカン: 0.3% - アジア人: 1.4% - 太平洋諸島系: 0.1% - その他の人種: 1.98% - 混血: 2.6% - ヒスパニック・ラテン系: 6.7% 年齢別人口構成 - 18歳未満: 21.6% - 18-24歳: 19.5% - 25-44歳: 28.9% - 45-64歳: 17.8% - 65歳以上: 12.3% - 年齢の中央値: 30歳 - 性比（女性100人あたり男性の人口） - 総人口: 114.3 - 18歳以上: 117.6 | 世帯と家族（対世帯数） - 18歳未満の子供がいる: 31.8% - 結婚・同居している夫婦: 47.6% - 未婚・離婚・死別女性が世帯主: 14.9% - 非家族世帯: 34.0% - 単身世帯: 28.6% - 65歳以上の老人1人暮らし: 10.2% - 平均構成人数 - 世帯: 2.37人 - 家族: 2.90人 収入と家計 - 収入の中央値 - 世帯: 36,532米ドル - 家族: 42,894米ドル - 性別 - 男性: 22,465米ドル - 女性: 23,474米ドル - 人口1人あたり収入: 20,501米ドル - 貧困線以下 - 対人口: 13.0% - 対家族数: 11.5% - 18歳未満: 20.3% - 65歳以上: 11.1% |

ビューフォート市は推計人口7万人に近い、市と周辺の町、未編入の領域の都市化された集まりの中心であり、その中にはポートロイヤル町、バートン、レディス島、シェルポイント、ローレルベイ、パリス島が含まれる。
ビューフォート市はさらに大きなヒルトンヘッドアイランド・ブラフトン・ビューフォート大都市圏の主要都市である。これにはビューフォート郡とジャスパー郡が含まれ、2014年の推計で20万人を超えている。

## 市政府
ビューフォート市は、サウスカロライナ州州務長官によって「市」に分類されている。市は市政委員会市マネジャー方式の政府を採用し、委員会は5人の委員で構成される。現市長はビリー・キーサリングであり、現任期は2016年までである。委員は4年任期であり、2年毎に半数が改選される。市政の日々の管理は市マネジャーと市のスタッフが扱っている。
2007年10月、住民投票によって、バウンダリー通りとリボー道路の交差点に新しい市役所ビル2棟を建て、古くなった施設に置き換えるために、1,500万ドルの債券を承認した。2008年、新しい警察署と裁判所が開設された。新しい市役所がその直ぐ後でオープンになった。ビューフォート市はその他市内にある施設を所有または賃貸し、警察、消防、公園、企画など政府機能を果たしている。上下水道、ごみ収集、リサイクル、景観保持は地元企業にアウトソーシングされている。
最近の傾向として、町や地域の企画は隣接する司法権範囲の町との政府間協業を密接に行っている。ビューフォートとポートロイヤル町は合同企画委員会のメンバーを指名し、双方にある問題を審問している。どちらもビューフォート郡と地域の企画面で協業することに興味を表明している。

## 教育

### 学校
幼稚園児から12年生まで公共教育はビューフォート郡教育学区が管轄している。この学区は1860年代に設立され、1970年には合法的に人種差別撤廃を完成させた。市内や周辺地域には私立学校も幾つかある。市内の児童生徒は以下の公立あるいは私立の学校に通っている。
| 小学校                       | 中学校                     | 高校                                           | チャータースクール               | 私立学校                                   |
| ---------------------------- | -------------------------- | ---------------------------------------------- | -------------------------------- | ------------------------------------------ |
| ビューフォート小学校         | ビューフォート中学校       | バッテリークリーク高校                         | リバービュー・チャータースクール | アゲイプ・クリスチャン・アカデミー         |
| ブロードリバー小学校         | レディス島中学校           | ビューフォート高校                             |                                  | ビューフォート・アカデミー（レディス島）   |
| クーザ小学校                 | ロバート・スモールズ中学校 | ホェールブランチ・アーリーカレッジ高校         |                                  | ビューフォート・クリスチャン学校           |
| ジョセフ・シャンクリン小学校 | ホェールブランチ中学校     | ビューフォート・ジャスパー職業高度化アカデミー |                                  | セントピーターズ・カトリック学校           |
| レディス島小学校             |                            |                                                |                                  | エレノア・クリステンセン・モンテッソリ学校 |
| ポートロイヤル小学校         |                            |                                                |                                  | トリニティ・クラシカル・アカデミー         |
| モッシーオークス小学校       |                            |                                                |                                  |                                            |
| ホェールブランチ小学校       |                            |                                                |                                  |                                            |

### 高等教育機関
市内にはサウスカロライナ大学ビューフォート校ノースキャンパスと、工科カレッジローカントリー校メインキャンパスがある。またクレムゾン大学も市内で分校を運営しており、生態学と農学を教えている。

### 図書館と博物館
ビューフォート地域には70近いアメリカ合衆国国家歴史登録財に指定される場所があり、中心街は歴史地区に指定されている。ベイ通り901にあるジョン・マーク邸は市内で一年中公開されている国家歴史登録財の唯一の家屋である。
中心街にはビューフォート郡図書館があり、市内と郡北部の住人に対応している。さらに郡内には他に4つの図書館支所がある。サウスカロライナ大学ビューフォート校にも大学図書館がある。元ビューフォート・カレッジの建物を使っている。

## インフラ

### 主要道路
以下の道路はビューフォートの中で重要な交通リンクとなっている。
- アメリカ国道21号線は、市内の主要道であり、シー諸島への主要道もある。トラスク・パークウェイ、パリス島ゲイトウェイ、リボー道路、レディス島ドライブとも呼ばれる。元々中心街を通り、ロバート・ウッズ記念橋を渡っていたが、1980年代に高く広いJ・E・マクティア橋が完成して、南に付け替えられた。さらに2012年にはシー諸島に行くために経路変更が行われた。地域にとってハリケーン回避のための主要道でもある。
- アメリカ国道21号線産業道路は、地元では単に産業道路21号と呼ばれ、ビューフォート中心街を抜ける幹線道である。パリス島ゲイトウェイで国道21号線から分岐し、バウンダリー通りに沿って5.4マイル (8.7 km) 東に進んで、半島の端でベラミー・カーブに当たる。その後急角度で南に曲がりカートレット通りを進んで、ビューフォート川に架かるリチャード・V・ウッズ記念橋に進む。レディス島に入った後は国道21号線と州道802号線の交差点で終わる。
- サウスカロライナ州道116号線は、ローレル湾道路とも呼ばれ、ビューフォートからローレル湾と周辺の軍隊の住宅地区とを結ぶ。
- サウスカロライナ州道170号線は、ロバート・スモールズ・パークウェイとも呼ばれ、ビューフォート郡南部、ジャスパー郡、さらにサバンナ市とを繋ぐ。
- サウスカロライナ州道281号線は、リボー道路とも呼ばれ、ポートロイヤルとを繋ぐ。
- サウスカロライナ州道128号線は、サムズ・ポイント道路とも呼ばれ、レディス島で国道21号線と同産業道路と繋いでいる・

以下の道路はビューフォート市内を通ってはいないが、市内に通じる重要道に繋がり、ハリケーン退避の場合も使われる。
- アメリカ国道17号線は、トラスク・パークウェイとしてビューフォート郡北部を通り、州間高速道路95号線出口33番と国道21号線を繋ぐ。ビューフォートとチャールストンを繋ぐ主要道としても使われ、ウォルターボロやヤマシーにも繋がっている。

- 州間高速道路95号線は、最も近い州間高速道路であり、ビューフォートから約25マイル (40 km) 離れている。

### その他の交通
地方公共交通とダイアル・ア・ライドのサービスが、ローカントリー地域交通局が運営する地域交通局であるパルメット・ブリーズによって提供されている。その他の交通機関として以下のものがある。

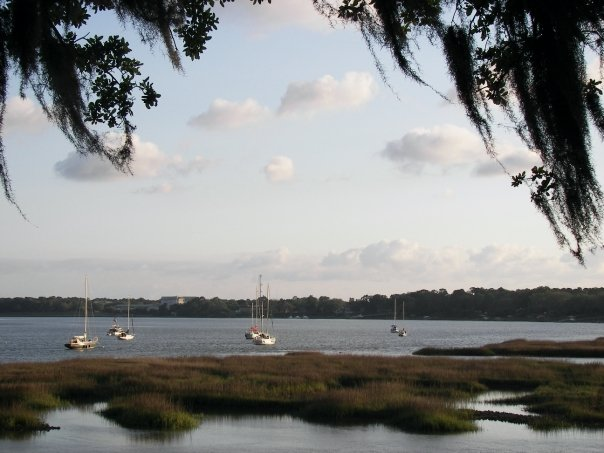
沿岸内水路の中で、ビューフォートは最大級に人気のある港である

- 中心街マリーナは沿岸内水路と周辺シー諸島に対するビューフォートの海の玄関である。他にもレディス島とポートロイヤルにもマリーナがある。市内とその周辺には数か所船の揚陸装置がある。
- グレイハウンドが都市間バスのターミナルを運営しており、ビューフォートと全国ネットワークとを繋いでいる
- ビューフォート郡空港は、中心街から3マイル (5 km)、レディス島にあり、一般用途に供している。商業便のある最寄りの空港はヒルトンヘッドアイランド、チャールストン、サバンナにある。
- ポートロイヤル鉄道は、ビューフォートと周辺地域に貨物列車を運行していた。2004年、市の真南にあったサウスカロライナ州港湾局ターミナルが閉鎖になって、貨物列車の運行も停止された。この路線には旅客列車が運行されていたこともあり、海兵隊がパリス島に行くために使っていた。線路は2011年に剥がされ、レイルトレイルのスパニッシュ・モス・トレイルとなり、2012年に開通した。

### ユーティリティ
上下水道は、地域ユーティリティ機関であるビューフォート・ジャスパー上下水道局が運営している。ゴミ収集とリサイクルはウェイスト・プロが運営し、ビューフォート・ジャスパー上下水道局が資金を出している。サウスカロライナ電気・ガス社が電力を送っている。電話、ケーブルテレビなどはチャーター、ハーグレイ、センチュリーリンクが提供している。

## 著名な出身者

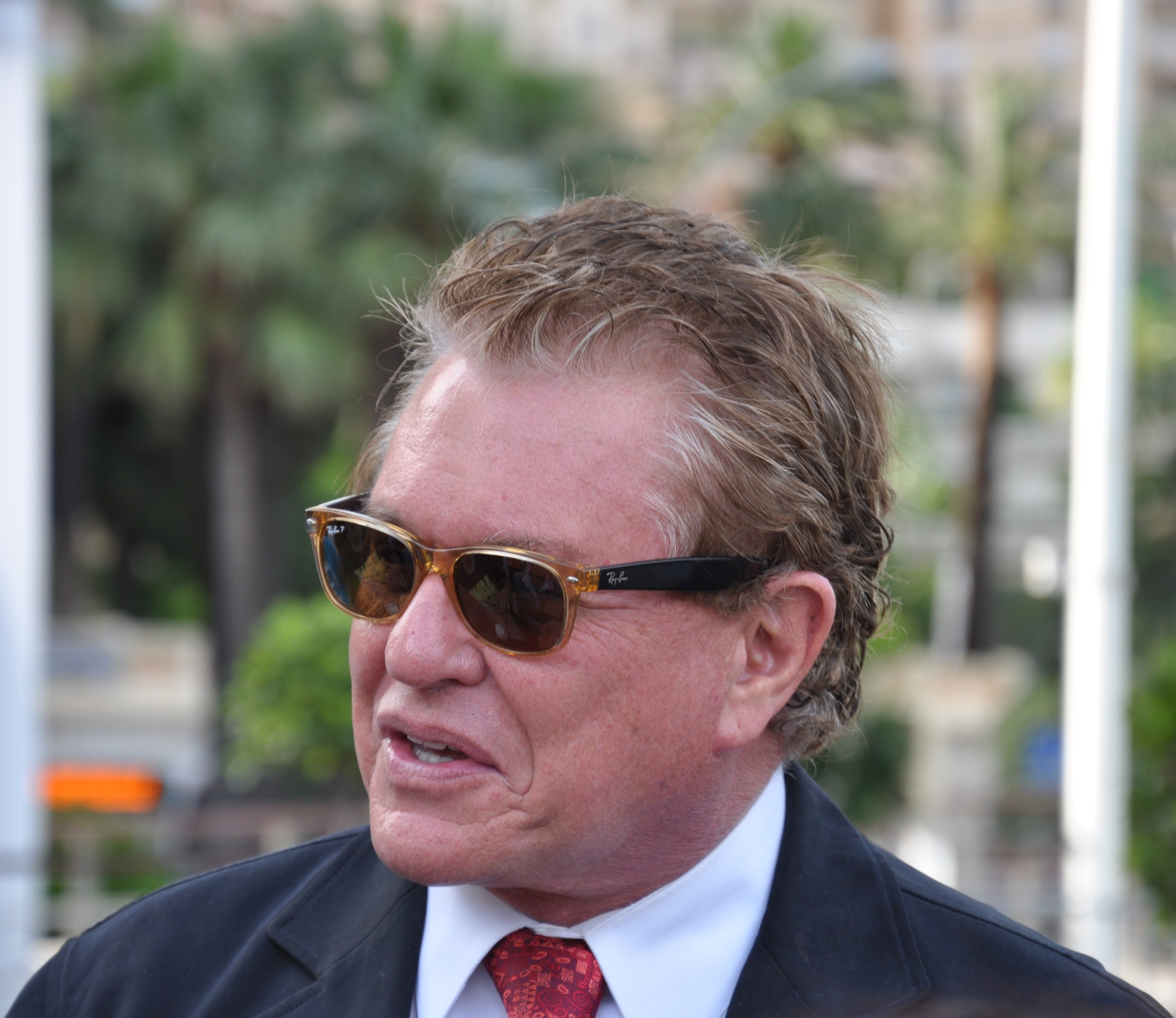
トム・ベレンジャー

- ダニー・アッシュ、ヌードモデル、ストリッパー、世界で最も著名なアダルトサイト創設者
- ロバート・バーンウェル、政治家、サウスカロライナ州選出アメリカ合衆国下院議員
- ロバート・ウッドワード・バーンウェル、政治家、ロバート・バーンウェルの息子、アメリカ合衆国とアメリカ連合国双方の上院議員
- トム・ベレンジャー、俳優
- ジョー・フレージャー、プロボクサー、ヘビー級チャンピオン、モハメド・アリを初めて破ったボクサー
- ロン・パーカー、NFLアメリカンフットボール選手、カンザスシティ・チーフス他